# Veias digitais dorsais do pé
As veias digitais dorsais do pé são veias do pé.